# Không kích trung tâm di cư Tajoura 2019
Vào ngày 3 tháng 7 năm 2019, một cuộc không kích chỉ huy bởi Nguyên soái Khalifa Haftar của Quân đội Quốc gia Libya (Libyan National Army - LNA) đã tấn công Trại tạm giữ Tajoura bên ngoài Tripoli, Libya, trong khi hàng trăm người đang ở trong cơ sở. Trung tâm giam giữ đang được sử dụng làm nơi tạm giữ người di cư và người tị nạn đang nỗ lực đến châu Âu, khi một nhà chứa đồ mà nó sử dụng làm nơi cư trú bị phá hủy trong vụ ném bom không kích.
Hội đồng Nhân quyền Liên Hợp Quốc tuyên bố rằng "Được biết có 600 người sống bên trong" cơ sở này. Ít nhất 53 người đã thiệt mạng và 130 người bị thương. Sự phẫn nộ trên phạm vi quốc tế được tạo ra để chống lại cuộc không kích và Quân đội Quốc gia Libya vì nhận thấy sự liều lĩnh và nhắm mục tiêu của thường dân không vũ trang. Cuộc không kích cũng làm dấy lên sự xem xét kỹ lưỡng về chính sách hợp tác với dân quân của Liên minh châu Âu để giam giữ người di cư, và tài trợ và huấn luyện Cảnh sát biển Libya, nơi bắt giữ hầu hết những người di cư và tị nạn.

## Bối cảnh
Trại giam Tajoura nằm 10 dặm (16 km) về phía đông của Libya vốn Tripoli. Đây là một phần của mạng lưới 34 trung tâm giam giữ người di cư trên khắp vùng tây bắc Libya, nơi có ít nhất 5.000 người. Các trung tâm được điều hành bởi Chính phủ của Hiệp định quốc gia và được sử dụng để giam giữ những người di cư đang cố gắng đến châu Âu.
Vào tháng 4 năm 2019, Quân đội Quốc gia Libya dưới sự chỉ huy của Tướng Khalifa Haftar đã bắt đầu một cuộc tấn công lớn để đánh chiếm miền tây Libya và thủ đô Tripoli. Sau khi không kích tấn công mục tiêu dưới 100 mét (330 ft) từ trung tâm giam giữ hồi tháng Năm, Cơ quan tị nạn Liên Hợp Quốc kêu gọi sơ tán người tị nạn và người di cư trong các trung tâm giam giữ tại các khu vực xung đột của Tripoli.